# Музей кікладського мистецтва
Музей кікладського мистецтва Ніколаса П. Гуландріса — музей в Афінах, заснований родиною Гуландрісів, однією з найбільш заможних та знатних подружжів в Греції, і присвячений вивченню та популяризації стародавньої культури Егейського моря і на Кіпрі, з особливим акцентом на кікладське мистецтво 3 тисячоліття до нашої ери.

## Історія колекції та музею
Ніколас і Доллі Гуландріс почали збирати археологічні об'єкти на початку 1960-х років, після того як отримали офіційний дозвіл від Грецької держави. Їх зібрання незабаром стало відомим серед науковців завдяки вишуканим і рідкісним артефактам з Кіклад: мармуровим фігуркам і керамічним посудинам, дослідження яких 1968 року опублікував професор Христос Думас.
Колекцію Гуландрісів вперше представили в Музеї Бенакі 1978 року. В період між 1979 і 1983 роками колекція експонувалась в найбільших музеях і галереях по всьому світу: Національній галереї Вашингтона в 1979 році, Музей західного мистецтва в Токіо і Кіото в 1980 році, в Х'юстонському музеї образотворчих мистецтв у 1981 році, Королівському музеї витончених мистецтв у Брюсселі в 1982, Британському музеї в Лондоні в 1983 і Гран-Пале в Парижі в 1983 році.
Після смерті Ніколаса Гуландріса в січні 1986 року його дружина Доллі Гуландріс пожертвувала свою колекцію в повному обсязі Грецькій державі для музею. Так, 1986 року засновано сучасний музей Музей кікладського мистецтва і розміщений в будинку подружжя Гуландрісів, побудованому в 1985 році в центрі Афін за проектом грецького архітектора Іоанніса Вікеласа. 1991 року зведено нове крило для зростаючої колекції музею. Нині також частина зібрання музеї експонується у Садибі Стататос в Афінах.
В останні роки експозиція Музею кікладського мистецтва виставлялась у Національному музеї-Центрі мистецтв королеви Софії в Мадриді (1999), Капітолійських музеях в Римі (2006) та Художньому музеї Пекіна (2008).

## Основна експозиція
Основну експозицію Музею кікладського мистецтва представляють 3 відділи:
- Кікладська культура — рання бронзова доба (3200 — 2000 роки до н. е.)

- Давньогрецьке мистецтво, починаючи з бронзової доби до пізнього римського часу (друге тисячоліття до н. е. — 4 століття н. е.)

- Кіпрська культура від енеоліту до раннього християнського періоду (4 тисячоліття до н. е. — 6 століття н. е.)